# Буряк, Владимир Константинович
Буряк Владимир Константинович (10 августа 1942, Владимировка, Кировоградская область — 29 ноября 2011, Кривой Рог, Днепропетровская область) — советский и украинский педагог, доктор педагогических наук (1987), профессор (1988). Ректор Криворожского государственного педагогического университета (2000—2010). Академик Российской академии образования и Международной славянской академии образования имени Я. А. Коменского.

## Биография
Родился 15 августа 1942 года в селе Владимировка Кировоградской области.
В 1967 году окончил физико-математический факультет Кировоградского педагогического института. Трудовую деятельность начал в 1967 году учителем физики в средней школе Свердловска.
В 1970—1976 годах — старший преподаватель кафедры педагогики Свердловского педагогического института. В 1976 году защитил диссертацию на соискание учёной степени кандидата педагогических наук.
В 1976—1980 годах — доцент кафедры педагогики Ставропольского педагогического института, заведующий отделением педагогики Северо-Кавказского научного центра высшей школы.
С 1980 года начал работать на должности старшего преподавателя в Криворожском государственном педагогическом институте, затем — доцент кафедры педагогики.
С 1987 года — доктор педагогических наук, с 1988 года — профессор.
В 1983—2000 годах — проректор по научной работе Криворожского государственного педагогического университета, в 2000—2010 годах — ректор.
Избирался депутатом Криворожского городского совета.
Умер 29 октября 2011 года в Кривом Роге.

## Научная деятельность
Научная деятельность была направлена на повышение эффективности учебного процесса в средней и высшей школе. Создана научная школа дидактики.
Автор почти 150 научных трудов, 10 книг. Научные труды публиковались в авторитетных педагогических изданиях. В трудах представлен анализ процесса обучения, раскрываются основные тенденции его совершенствования в средней и высшей школах. Педагогическая закономерность взаимосвязи общего и профессионального обучения представлена как ведущая тенденция развития единой профессионально-политехнической школы. Научные интересы сконцентрированы в области методики преподавания физики, самостоятельной работы школьников, формирование у учащихся мотивации познавательной деятельности, эргономики учебного процесса. Научные труды получили признание и применяются в работе преподавателей педагогических институтов и учителей школ.
За время руководства Криворожским педагогическим университетом были открыты новые специальности и специализации: практическая психология, информатика, социальная педагогика, правоведение, художественный труд, дизайн рекламы; открыты новые компьютерные классы, создан информационно-вычислительный центр. Ректор определял важные и перспективные направления деятельности университета, уделял внимание вопросам подготовки научных кадров, компьютеризации и информатизации, развития студенческого самоуправления. По итогам Международного академического рейтинга популярности и качества «Золотая Фортуна» университет был награждён серебряной Георгиевской медалью «Честь. Слава. Труд» IV степени (2002).
В 2000—2011 годах возглавлял специализированный учёный совет Д.09.053.01 университета (защита диссертаций по специальностям: 13.00.09 «Теория обучения», 13.00.02 «Теория и методика обучения географии») за время работы которого проведена защита 2 докторских и 33 кандидатских диссертаций.

### Научные труды
- Самостоятельная работа учащихся [текст]: книга для учителя / В. К. Буряк. — М.: Просвещение, 1984. — 64 с.;
- Буряк В. К., Беришвили Д. Д. Урок в старших классах. — Тбилиси: Тбилис. ун-т, 1990. — 158 с.;
- Самостійна робота з книгою. Киев, 1990;
- Самостоятельная работа учащихся на уроках физики. М., 1991;
- Эргономические основы учебного процесса в высшей школе. Кривой Рог, 1993.

## Награды
- Почётная грамота Министерства образования УССР (1987, 1989, 1990);
- Отличник народного образования УССР (1984);
- медаль «За заслуги в образовании» (2000);
- знак «За заслуги перед городом» (Кривой Рог) (2000);
- Заслуженный деятель науки и техники Украины (2009);
- грамоты Криворожского государственного педагогического университета.